# 比尔·比绍普
比尔·比绍普（William G. Bishop III，1940年9月14日—2004年3月7日）国际内部审计师协会（IIA）执行主席。
他于2004年3月7日下午四时在家附近跑步时心脏病突发，与世長辭。